# الهلال (فلم)
الهلال (حُكم الله) هو فلم درامي أزيائي بالأردية عام 1935 م. كان المشروع الإخراجي الأول لمحبوب خان. أصبح فيما بعد "أحد رواد المخرجين في السينما الهندية". يُعتقد أن الفيلم مستوحى من فلم علامة الصليب لسيسيل بي ديميل. أنتجت شركة ساجار موفيتون الفلم. وكان مدير التصوير هو فريدون إيراني، وكان ملحن الموسيقى هو برانسوخ ناياك وألّف الكلمات مونشي إحسان لوكنافي. وقام ببطولته كومار وإنديرا ويعقوب وسيتارا ديفي وكايام علي ومحبوب خان. صوّر الفيلم تاريخًا خياليًا في شكل صراع روماني عربي، حيث وقع ابن الإمبراطورية العثمانية في أسر الجيش الروماني وكيفية هروبه منهم.

## الحبكة
تقع أحداث القصة في زمن الدولة العثمانية، وتدور حول جيش القيصر (باندي) ومعاركه مع الحكام المسلمين المحليين. يُعتقل زياد (كومار)، ابن السلطان (آسوجي)، على يد الجيش الروماني. وتقع الأميرة الرومانية راحيل في حبه. تساعده خادمة مسلمة تُدعى ليلى (سيتارا ديفي) والأميرة على الهرب. تتبع ذلك مطاردات طويلة ومعارك عنيفة، تنتهي بانتصار زياد وشعبه.

## طاقم العمل
- كومار[الإنجليزية]
- إنديرا
- يعقوب
- سيتارا ديفي[الإنجليزية]
- باندي
- محبوب خان[الإنجليزية]
- والاس
- أسوجي
- رزاق
- كايام علي
- أزوري

## الإنتاج
كانت الديكورات فخمة، واستُخدمَت تقنيات متنوعة في التصوير، مثل "اللقطات القريبة جدًّا"، إلى جانب تصوير معارك أُنجزت ببراعة. ومن خلال هذا الفيلم، أظهر محبوب خان أيضًا براعته في مجال المونتاج.

## الاستقبال
حقّق الفلم نجاحًا تجاريًا، ونال محبوب خان إشادة النقاد كمخرج. ووفقًا لرؤوف أحمد، صرّح بابوراو باتيل من فيلمينديا بعد مشاهدة النسخة الأولى للفلم: "سيصل إلى آفاق جديدة".

## الأغاني
| # | العنوان بالأردية الهندية                                                                | العنوان بالعربية                           |
| - | --------------------------------------------------------------------------------------- | ------------------------------------------ |
| 1 | "Ae Mohabbat Tere Hathon Kaisi Ruswai Hui" - يا محبة، ما أشد الخزي الذي لقيته على يديك! | يا محبة، ما أشد الخزي الذي لقيته على يديك! |
| 2 | "Bekhabar Veh Hain Khabar Kuchh Bhi Nahin"                                              | أولئك غافلون، ولا يدركون شيئًا على الإطلاق. |
| 3 | "Ho Gayi Dil Sadchak"                                                                   | صار القلب ساحة تدهسه الأقدام.              |
| 4 | "Koi Umeed Bar Nahin Aati"                                                              | لا يلوح في الأفق أي أملٍ يُرتجى.             |
| 5 | "Lab Pe Naam Jab Aapka Ahmed-E-Mukhtar Aaya"                                            | حين ورد اسمك، يا أحمد المختار، على شفتيّ    |
| 6 | "Main Toh Khanjar Hun Balma Kataari Nahin"                                              | أنا خنجر، يا حبيبي، ولست مجرد خنجر زينة.   |
| 7 | "Tujhe Dhoondata Tha Main"                                                              | كنت أبحث عنك بين الزمان والمكان.           |
| 8 | "Veerana Dil Kisi Se Basata Na Jaayega"                                                 | هذا القلب الخالي لن يسكنه أحدٌ من جديد.     |
| 9 | "Duniya Ke Inquilab Ka Sadma Fazool Hai"                                                | صدمة ثورات الدنيا لا طائل منها، ولا جدوى.  |

## روابط خارجية
- الهلال  في قاعدة بيانات الأفلام على الإنترنت (بالإنجليزية)